# Панамско чудовиште
Панамско чудовиште је назив који се односи на створење фотографисано близу града Керо Азул у Панами у септембру 2009. године. Пошто је створење откривено, наводно га је убила група тинејџера. Многи овај случај повезују са догађајем који се десио у јулу 2008. године када се на обали насељеног места Монтаук појавио леш чудног створења. То створење је названо Монтаучко чудовиште. Ова два случаја су за неке довољан доказ да постоје ванземаљци или пак да су то нека створења за која наука није никад чула. Леш је касније закопан.